# Santarcangelo Calcio 2010-2011
Questa pagina raccoglie le informazioni riguardanti il Santarcangelo Calcio nelle competizioni ufficiali della stagione 2010-2011.

## Risultati

### Serie D

#### Poule scudetto
| 22 maggio 2011 Turno preliminare - Giornata 1 | Santarcangelo | 0 – 0 | Perugia |  |

| 29 maggio 2011 Turno preliminare - Giornata 2 | Borgo a Buggiano | 1 – 1 | Santarcangelo |  |